# Manuel Pimentel Siles
Manuel Pimentel Siles (Sevilla, Andalusia, 1961), és un empresari, escriptor i expolític espanyol, que fou ministre de Treball i Assumptes Socials en el primer govern de José María Aznar López.

## Biografia
Va néixer el 30 d'agost de 1961 a la ciutat de Sevilla. Va estudiar Dret a la Universitat de Sevilla i posteriorment es diplomà en Direcció d'Empreses.

## Activitat política
Membre del Partit Popular va ser diputat al Parlament andalús i secretari general del Partit Popular a Andalusia. Amb la victòria de José María Aznar López en les eleccions generals de 1996 fou nomenat secretari d'Estat d'Ocupació, càrrec que ocupà entre el 6 de maig de 1996 i el 18 de gener de 1999. En aquella data en la primera remodelació del govern fou nomenat ministre de Treball i Assumptes Socials, càrrec que desenvolupà fins al 19 de febrer de 2000, moment en el qual presentà la seva dimissió.
El 23 de març de 2003 va anunciar en un article periodístic el seu abandó de la cúpula del PP, fet efectiu l'endemà mateix, a causa de les discrepàncies amb la direcció del partit per la decisió de participar en la guerra de l'Iraq.
Amb motiu de les eleccions autonòmiques de 2004 va fundar el col·lectiu ciutadà Foro Andaluz, que va acabar constituint-se com a partit polític, presentant una candidatura al Parlament andalús basada en l'impuls de la regió i la reivindicació dels seus valors, més enllà d'ideologies. Pimentel es va desvincular del Fòrum poc després. No obstant això, continua participant en diferents iniciatives econòmiques, culturals i històriques.

## Activitat empresarial
Després d'abandonar la política es va centrar en la seva faceta empresarial invertint en nombroses iniciatives cordoveses, entre elles la creació de les editorials Almuzara i Berenice (aquesta última en col·laboració amb Javier Fernández, director de Plurabelle), o la fundació de Taller de Libros, empresa que va reflotar. Així mateix va ampliar l'activitat de la gairebé extinta Graficromo, totes elles enquadrades en el Grup Almuzara i amb l'objectiu de convertir Còrdova en la «ciutat del llibre». El grup empresarial Almuzara experimenta des de fa anys dificultats molt notables que han dut a problemes molt seriosos de solvència i conflictes amb tota mena de col·laboradors: autors, editors, revisors, traductors, maquetadors (diari Público, 26 de juliol del 2009, diari El Día de Córdoba 17 de febrer del 2009).

## Activitat literària
També va emprendre una carrera literària, en la qual ha publicat nombroses obres de narrativa i assaig, i ha col·laborat durant els primers anys com a columnista habitual en els diaris del Grup Joly, editor a Còrdova de El Día de Córdoba.

### Novel·la
- 2000: Peña Laja. Barcelona, Planeta. 360 pàgines, ISBN 84-08-03635-1.
- 2001: Monteluz. Barcelona, Planeta. 416 pàgines, ISBN 84-08-04056-1.
- 2003: Puerta de Indias. Barcelona, Planeta. 304 pàgines, ISBN 84-08-04633-0.
- 2005: La ruta de las caravanas. Barcelona, Planeta. 392 pàgines, ISBN 84-08-05900-9.
- 2006: El librero de la Atlántida. Còrdova, Almuzara. 400 pàgines, ISBN 84-96710-02-5.

### Relats
- 2004: La yurta. Rute, Ánfora Nova. 64 pàgines, ISBN 84-88617-41-0.
- 2004: La yurta: relatos del lado oscuro del alma. Còrdova, Editorial Almuzara. 192 pàgines, ISBN 84-96416-00-3.

### Narrativa infantil
- 2005: Un autobús blanco y verde. Còrdova, Almuzara. 128 pàgines, ISBN 84-96416-47-X. En col·laboració amb Carmen Mateos.

### Assaig
- 2002: España 2010. Mercado laboral: proyecciones e implicaciones empresariales. Madrid, Díaz de Santos. 512 pàgines, ISBN 84-7978-532-2. En col·laboració amb Alfonso Jiménez Fernández i Mentxu Echeverría Lazcano.
- 2003: El talento. Barcelona, Ariel. 280 pàgines, ISBN 84-344-1249-7.
- 2004: Los otros españoles. Los manuscritos de Tombuctú: andalusíes en el Níger. Madrid, Martínez Roca. 232 pàgines, ISBN 84-270-3009-6. En col·laboración amb Ismael Diadie Haidara.
- 2006: Inmigración y empresa: el desafío empresarial de la inmigración. Guía para el ejecutivo. Còrdova, Almuzara. 280 pàgines, ISBN 84-88586-17-5. En col·laboració amb Alfonso Jiménez Fernández i Miriam Aguado Hernández.
- 2007: Manual del editor. Cómo funciona la moderna industria editorial. Còrdova, Editorial Berenice. 272 pàgines, ISBN 978-84-96756-08-3.